# Райнленд (Міссурі)
Райнленд (англ. Rhineland) — селище (англ. village) в США, в окрузі Монтгомері штату Міссурі. Населення — 139 осіб (2020).

## Географія
Райнленд розташований за координатами 38°43′22″ пн. ш. 91°31′3″ зх. д. / 38.72278° пн. ш. 91.51750° зх. д. (38.722730, -91.517369).  За даними Бюро перепису населення США в 2010 році селище мало площу 0,87 км², з яких 0,87 км² — суходіл та 0,00 км² — водойми.

## Демографія
Згідно з переписом 2010 року, у місті мешкали 142 особи в 60 домогосподарствах у складі 41 родини. Густота населення становила 163 особи/км².  Було 65 помешкань (74/км²).
Расовий склад населення:
| - 95,8 % — білих - 0,7 % — азіатів |

До двох чи більше рас належало 3,5 %. Частка іспаномовних становила 0,7 % від усіх жителів.
За віковим діапазоном населення розподілялося таким чином: 21,8 % — особи молодші 18 років, 62,7 % — особи у віці 18—64 років, 15,5 % — особи у віці 65 років та старші. Медіана віку мешканця становила 41,3 року. На 100 осіб жіночої статі у місті припадало 97,2 чоловіків;  на 100 жінок у віці від 18 років та старших — 91,4 чоловіків також старших 18 років.
Середній дохід на одне домашнє господарство  становив 42 186 доларів США (медіана — 29 063), а середній дохід на одну сім'ю — 52 178 доларів (медіана — 51 750). Медіана доходів становила 36 875 доларів для чоловіків та 26 875 доларів для жінок. За межею бідності перебувало 23,1 % осіб, у тому числі 41,7 % дітей у віці до 18 років та 7,1 % осіб у віці 65 років та старших.
Цивільне працевлаштоване населення становило 78 осіб. Основні галузі зайнятості: освіта, охорона здоров'я та соціальна допомога — 21,8 %, виробництво — 19,2 %, фінанси, страхування та нерухомість — 14,1 %.